# Il sentiero degli amanti
Il sentiero degli amanti (Back Street) è un film del 1961 diretto da David Miller.
È ispirato al romanzo Back Street scritto da Fannie Hurst nel 1931.
Dall'opera erano stati tratti anche i film La donna proibita (1932) e Gli amanti (1941).

## Trama
Paul Saxon, ricco erede di una catena di grandi magazzini e padre di due figli, incontra Rae Smith, un'ambiziosa proprietaria di una boutique in Nebraska, determinata a farsi strada nel mondo dell’alta moda. Tra i due nasce una passione intensa, che entrambi tentano di reprimere: lui è sposato, lei è determinata a non essere “l’altra”. Dopo un primo allontanamento, il destino li fa incontrare di nuovo, proprio mentre Rae, ormai diventata Rae Smith, si sta facendo un nome come stilista. Pur amando i suoi figli, Paul desidera separarsi dalla moglie Liz, donna tormentata, dedita all’alcool e a relazioni caotiche. Rae, nel frattempo, si trasferisce a New York, e successivamente a Roma, dove diventa socia del celebre stilista Dalian e raggiunge il successo. Anche Paul e Liz si trovano a Roma, dopo un tentato suicidio della donna, ma il clima è carico di tensione. Da lì, i due coniugi si trasferiscono a Parigi, dove Rae ha aperto un atelier di moda e vive in una casa di campagna donatale da Paul. È in questo contesto che la relazione tra Rae e Paul si riaccende. I due iniziano a vedersi segretamente, mentre lui cerca invano di ottenere il divorzio. Ma le ombre del passato non li abbandonano. Paul Jr., il figlio maggiore, viene a conoscenza della relazione e si oppone duramente. Liz, furiosa e gelosa, scopre tutto e si vendica pubblicamente di Rae durante un’importante sfilata di beneficenza, umiliandola davanti all’élite parigina acquistando per 10.000 dollari l’abito da sposa che chiude la collezione. Determinato a liberarsi da un matrimonio distruttivo, Paul affronta Liz per ottenere il divorzio. La discussione esplode mentre sono in auto e il conflitto ha conseguenze drammatiche. Da quel momento, le vite dei protagonisti cambiano irrimediabilmente. In un epilogo carico di emozione e tenerezza, Rae si ritroverà davanti a una scelta che lega per sempre passato e futuro.